# Ясногород
Ясно́город (укр. Ясногород) — село на Украине, находится в Романовском районе Житомирской области.
Население по переписи 2001 года составляет 304 человека. Почтовый индекс — 13020. Телефонный код — 4146. Занимает площадь 124,9 км².

## Известные уроженцы
- Кибальчич, Надежда Константиновна (1878—1914) — украинская писательница, поэтесса, переводчик.

## Адрес местного совета
13020, Житомирская область, Романовский р-н, с. Ясногород, ул. Т.Шевченко, 48